# Valerio Checchi
Valerio Checchi (* 3. April 1980 in Subiaco) ist ein ehemaliger italienischer Skilangläufer.

## Werdegang
Checchi nahm 1999 und 2000 an den Juniorenweltmeisterschaften im nordischen Skisport teil. Er konnte sich allerdings nicht im Vorderfeld platzieren. Sein bestes Ergebnis war ein 30. Platz über die 10 Kilometer in der freien Technik im Jahr 2000. Ein Jahr später am 8. Dezember 2001 startete er erstmals in einem Weltcupwettbewerb. Im heimischen Cogne belegte er über die 10 Kilometer in der klassischen Technik den 71. Rang von 100 Teilnehmern. In dieser Saison gewann er im spanischen Candanchú seinen ersten Continental-Cup-Wettbewerb über die 15 Kilometer klassisch, die als Massenstart ausgetragen wurden.
Die guten Resultate im Continental-Cup sicherten ihm in der Saison 2002/03 einen Startplatz in der italienischen Weltcup-Mannschaft. So gelang es ihm am 12. Januar 2003 im estnischen Otepää erstmals Weltcuppunkte zu erkämpfen. Im Massenstartwettbewerb wurde er 19. über 30 Kilometer klassisch. Aufgrund dieses Resultates konnte er bei den Nordischen Skiweltmeisterschaften 2003 im italienischen Val di Fiemme (Fleimstal) im Verfolgungswettbewerb und über die 30 Kilometer klassisch, die ebenfalls im Massenstart ausgetragen wurden, an den Start gehen. Er konnte allerdings als bestes Resultat nur den 28. Platz über die 30 Kilometer verbuchen. Er war damit der schlechteste italienische Starter bei diesem Wettbewerb.
In der Saison 2003/04 gelang es Checchi erstmals sich unter den ersten Zehn in einem Weltcupwettbewerb zu platzieren. Über die 15 Kilometer in der klassischen Technik belegte er im finnischen Kuusamo den achten Platz. Bei den Nordischen Skiweltmeisterschaften 2005 in Oberstdorf konnte er die Resultate der letzten Weltmeisterschaften verbessern und wurde 24. im Verfolgungswettbewerb und 18. über die 50 Kilometer klassisch. Auch in der darauffolgenden Saison konnte Checchi seine Leistungen weiter steigern und sich mehrfach unter den Top Ten platzieren. Im Gesamtweltcup belegte er mit Platz 29 erstmals einen Platz in der roten Gruppe. Bei den Olympischen Winterspielen 2006 in Pragelato errang er den 38. Platz über 15 km klassisch und den 18. Rang im 30-km-Verfolgungsrennen.
In der Saison 2006/07 erlitt Checchis sportliche Karriere einen Rückschlag. Anstelle näher an die Weltspitze heranzurücken, erreichte er nur selten Platzierungen in den Punkterängen. Bei den Nordischen Skiweltmeisterschaften 2007 im japanischen Sapporo war sein bestes Ergebnis der 26. Platz im Verfolgungswettbewerb. Über die 15 Kilometer Freistil wurde er nur 61. und über die 50 Kilometer klassisch beendete er das Rennen vorzeitig. Ein Jahr später gelang ihm aber dennoch der Durchbruch in die Weltspitze. Im Dezember 2007 verpasste er als Vierter über die 15 Kilometer Freistil im russischen Rybinsk nur knapp das Podium. Dies gelang ihm aber zu Beginn der Tour de Ski 2007/2008, als er beim Verfolgungswettbewerb über die 15 Kilometer Freistil in Nové Město na Moravě den dritten Platz belegen konnte. Beim zweiten Verfolgungswettbewerb in Nové Město wurde er hinter seinem Landsmann Pietro Piller Cottrer sogar Zweiter. In der Gesamtwertung der Tour de Ski belegte er allerdings nur den 15. Platz, da er auf der fünften Etappe als 50. über die 15 Kilometer klassisch sehr viel Zeit verlor. Durch die Erfolge bei der Tour de Ski gestärkt, gelang es Checchi im kanadischen Canmore seinen ersten Weltcup-Wettbewerb zu gewinnen. Über die 15 Kilometer Freistil siegte er am 25. Januar 2008 vor René Sommerfeldt. In der Gesamtwertung des Skilanglauf-Weltcups belegte er am Saisonende den zehnten Rang. In der Gesamtwertung der Distanzrennen wurde er Sechster und platzierte sich als 22. auch erstmals in der Gesamtwertung der Sprintwettbewerbe. Zum Beginn der Saison 2008/09 erreichte er nur Ergebnisse außerhalb der Weltcuppunkte. Die Tour de Ski beendete er auf den 32. Platz. Beim folgenden Weltcuprennen in Whistler überraschte er mit dem dritten Platz im 30-km-Verfolgungsrennen. Es folgten aber weiterhin Platzierungen im Mittelfeld. Bei den nordischen Skiweltmeisterschaften 2009 in Liberec kam er auf den 24. Platz über 15 km klassisch, den 21. Rang im 30-km-Verfolgungsrennen und den vierten Platz mit der Staffel. Bei der Tour de Ski 2009/10 errang er den 14. Platz in der Gesamtwertung. Seine besten Ergebnisse bei den Olympischen Winterspielen 2010 in Vancouver waren der 19. Platz über 15 km Freistil und den neunten Rang mit der Staffel. Bei den nordischen Skiweltmeisterschaften 2011 in Oslo erreichte er den 25. Platz im 30-km-Verfolgungsrennen und den fünften Rang mit der Staffel. Den 36. Platz im 50-km-Massenstartrennen und den 35. Rang im Skiathlon belegte er bei den nordischen Skiweltmeisterschaften 2013 in Val di Fiemme. In der Saison 2013/14 trat er vorwiegend an Wettbewerben des Alpencups an. Im Februar 2014 bekam er von der Comitato Olimpico Nazionale Italiano eine 14-monatige Dopingsperre, da er dreimal in den vergangenen 18 Monaten falsche oder unzureichende Angaben über seinen Aufenthaltsort gemacht hatte.

## Erfolge

### Siege bei Weltcuprennen

#### Weltcupsiege im Einzel
| Nr. | Datum           | Ort     | Disziplin      |
| --- | --------------- | ------- | -------------- |
| 1.  | 25. Januar 2008 | Canmore | 15 km Freistil |

#### Weltcupsiege im Team
| Nr. | Datum           | Ort            | Disziplin           |
| --- | --------------- | -------------- | ------------------- |
| 1.  | 15. Januar 2006 | Lago di Tesero | 4 × 10 km Staffel 1 |

### Siege bei Continental-Cup-Rennen
| Nr. | Datum             | Ort       | Disziplin            | Serie           |
| --- | ----------------- | --------- | -------------------- | --------------- |
| 1.  | 28. Februar 2002  | Candanchu | 15 km klassisch Mst. | Continental-Cup |
| 2.  | 10. Dezember 2011 | Pokljuka  | 10 km klassisch      | Alpencup        |
| 3.  | 17. März 2012     | Toblach   | 10 km klassisch      | Alpencup        |
| 4.  | 8. Dezember 2012  | Goms      | 10 km Freistil       | Alpencup        |

## Teilnahmen an Weltmeisterschaften und Olympischen Winterspielen

### Olympische Spiele
- 2006 Turin: 18. Platz 30 km Skiathlon, 38. Platz 15 km klassisch
- 2010 Vancouver: 9. Platz Staffel, 19. Platz 15 km Freistil, 31. Platz 50 km klassisch Massenstart

### Nordische Skiweltmeisterschaften
- 2003 Val di Fiemme: 28. Platz 30 km klassisch Massenstart, 37. Platz 20 km Skiathlon
- 2005 Oberstdorf: 16. Platz 50 km klassisch Massenstart, 24. Platz 30 km Skiathlon
- 2007 Sapporo: 26. Platz 30 km Skiathlon, 60. Platz 15 km Freistil
- 2009 Liberec: 4. Platz Staffel, 21. Platz 30 km Skiathlon, 24. Platz 15 km klassisch
- 2011 Oslo: 5. Platz Staffel, 25. Platz 30 km Skiathlon
- 2013 Val di Fiemme: 35. Platz 30 km Skiathlon, 36. Platz 50 km klassisch Massenstart

### Rollerski-Weltmeisterschaften
- 2009 Piglio: 2. Platz 15 km Freistil Massenstart

## Platzierungen im Weltcup

### Weltcup-Statistik
Die Tabelle zeigt die erreichten Platzierungen im Einzelnen.
- 1.–3. Platz: Anzahl der Podiumsplatzierungen
- Top 10: Anzahl der Platzierungen unter den ersten zehn
- Punkteränge: Anzahl der Platzierungen innerhalb der Punkteränge
- Starts: Anzahl gelaufener Rennen in der jeweiligen Disziplin
- Hinweis: Bei den Distanzrennen erfolgt die Einordnung gemäß FIS.

| Platzierung         | Distanzrennen a | Distanzrennen a | Distanzrennen a | Distanzrennen a | Distanzrennen a | Skiathlon Verfolgung | Sprint | Etappen- rennen b | Gesamt | Team c | Team c  |
| Platzierung         | ≤ 5 km          | ≤ 10 km         | ≤ 15 km         | ≤ 30 km         | > 30 km         | Skiathlon Verfolgung | Sprint | Etappen- rennen b | Gesamt | Sprint | Staffel |
| ------------------- | --------------- | --------------- | --------------- | --------------- | --------------- | -------------------- | ------ | ----------------- | ------ | ------ | ------- |
| 1. Platz            |                 |                 | 1               |                 |                 |                      |        |                   | 1      |        | 1       |
| 2. Platz            |                 |                 |                 |                 |                 | 1                    |        |                   | 1      |        | 5       |
| 3. Platz            |                 |                 |                 |                 |                 | 2                    |        |                   | 2      |        |         |
| Top 10              |                 |                 | 6               | 4               |                 | 9                    |        |                   | 19     | 1      | 16      |
| Punkteränge         | 3               |                 | 29              | 9               | 3               | 30                   | 1      | 3                 | 78     | 2      | 23      |
| Starts              | 10              | 8               | 59              | 17              | 6               | 44                   | 19     | 7                 | 170    | 2      | 23      |
| Stand: Karriereende |                 |                 |                 |                 |                 |                      |        |                   |        |        |         |

### Weltcup-Gesamtplatzierungen
| Saison  | Gesamt | Gesamt | Distanz | Distanz | Sprint | Sprint |
| Saison  | Punkte | Platz  | Punkte  | Platz   | Punkte | Platz  |
| ------- | ------ | ------ | ------- | ------- | ------ | ------ |
| 2002/03 | 12     | 103.   | -       | -       | -      | -      |
| 2003/04 | 137    | 46.    | 137     | 29.     | -      | -      |
| 2004/05 | 130    | 39.    | 130     | 20.     | -      | -      |
| 2005/06 | 191    | 29.    | 191     | 17.     | -      | -      |
| 2006/07 | 43     | 81.    | 43      | 49.     | -      | -      |
| 2007/08 | 510    | 10.    | 424     | 6.      | 22     | 68.    |
| 2008/09 | 86     | 66.    | 86      | 41.     | -      | -      |
| 2009/10 | 252    | 31.    | 180     | 22.     | -      | -      |
| 2010/11 | 86     | 66.    | 74      | 39.     | -      | -      |
| 2011/12 | 67     | 74.    | 67      | 47.     | -      | -      |
| 2012/13 | 26     | 113.   | 26      | 72.     | -      | -      |
| 2013/14 | 5      | 156.   | 5       | 100.    | -      | -      |